# Łukta (struga)
Łukta – struga, prawobrzeżny dopływ rzeki Marąga o długości 11,98 km i powierzchni zlewni 43,1 km². Średni przepływ przy ujściu wynosi 0,36 m³/s. 
Wypływa na wysokości 100 m n.p.m. koło miejscowości Plichta, przepływa przez miejscowość Łukta, uchodzi do rzeki Morąg – poniżej jeziora Marąga. W górnym i środkowym biegu (9 km) jest uregulowana i płynie łagodnymi zakolami przez zmeliorowane łąki ze spadkiem 1,1‰. Poniżej miejscowości Łukta charakter strugi staje się bardzo zmienny, koryto jest urozmaicone, a spadek dochodzi do 2,5‰. Odcinek przyujściowy jest uregulowany.
Łukta przy ujściu do Marąga w 1988 roku prowadziła wody pozaklasowe ze względu na zanieczyszczenia biologiczne. Jej parametry fizyko–chemiczne pozostawały w II klasie czystości.